# Технология аддитивного производства твердотопливных зарядов для РДТТ
Технология аддитивного производства твердотопливных зарядов для РДТТ — перспективный способ производства твердотопливных зарядов (ракетных шашек) с помощью 3D-печати смесевым твердым ракетным топливом.

## Принцип работы 3D-принтера для печати твердым ракетным топливом

### FDM-метод
Последовательность процесса печати твердотопливного заряда выполняется следующим образом: пользователь создает в системе автоматизированного проектирования 3D-модель, и загружает данную модель в ЭВМ принтера. Далее, ЭВМ формирует управляющие сигналы для соответствующих контроллеров, которые и определяют механику процесса формирования заряда.
Топливная масса попадает из накопителя через дозатор, который, согласно определенной заданной модели и контролируемый датчиками, в миксер в соответствии со стехиометрическим соотношением. Далее крепящий состав подается в миксер, который смешивает компоненты. Затем смешанная масса топлива подается в тракт, где при заданных условиях давления и температуры подвергается первичной обработки. Температура нагрева и давление измеряются датчиками. При необходимости температура регулируется нагревательным элементом. Приводы перемещают тракт с массой топлива в требуемую точку подложки, согласно построенной ЭВМ модели. Каждый слой формируемого заряда создается последовательно экструдером, который точечно размещает массу топлива на подложке. Температура каждого формируемого слоя заряда регулируется контролем нагревательного элемента, что обеспечивает стабилизацию процесса полимеризации топлива.

## Известные методы аддитивного производства твердотопливных зарядов
- FDM — технология послойного наплавления смесевого ракетного топлива.
- PEM — технология пасто-экструзионного наплавления фотополимерного ракетного топлива.

## Список компаний, занимающихся технологией
- Firehawk Aerospace, США — разработка ГРД с твердотопливным зарядом, напечатанном на 3D-принтере.
- X-bow Systems, США — разработка РДТТ с твердотопливным зарядом, напечатанном на 3D-принтере.
- Проект «Экспансия», РФ — разработка РДТТ с твердотопливным зарядом, напечатанном на 3D-принтере.